# Heleno Godoy
Heleno Godói de Sousa, mais conhecido como Heleno Godoy (Goiatuba,  31 de março de 1946) é um poeta, cronista, ensaísta, romancista, artista plástico, pesquisador, crítico literário, tradutor e professor brasileiro.

## Biografia
Nascido em Goiatuba em 31 de março de 1946, começou a ser notado entre os escritores goianos na década de 1960, ao participar do Grupo de Escritores Novos (GEN), ativo entre 1963 e 1967. O Grupo participou de um movimento de debate cultural e busca por novos referenciais desenvolvido pelos intelectuais e artistas naquela época, que tinham ligações com jornais e livrarias e as primeiras universidades locais. Embora mantendo uma raiz regionalista, o GEN incorporou elementos do Modernismo nacional e era bem informado sobre a literatura estrangeira, combateu as tradições cristalizadas e contribuiu para essa renovação no panorama cultural do estado. O grupo publicou mais de oitenta livros entre poesia, conto, romance, peças teatrais, ensaio e literatura infanto-infantil, e mantinha uma coluna permanente no jornal Folha de Goiás para divulgação dos seus trabalhos. Godoy foi o último presidente do grupo. Segundo Silva Olival, o GEN deu uma contribuição substancial para a cultura goiana e Godoy foi um dos seus principais membros. O grupo "foi, sem dúvida, um divisor de águas na vida literária de Goiás, um vento promissor: conhecer, discutir, confrontar para renovar".
Seu primeiro livro de poesia, Os veículos, foi publicado em 1968, sendo reconhecido por Mário Chamie como um dos livros mais bem realizados dentro da proposta do movimento de vanguarda Instauração Práxis, que se baseava na nova crítica literária, combatia o formalismo do Concretismo e do Neoconcretismo, tinha interesse pela semântica da linguagem, desenvolvia uma proposta de construção da narrativa que deixava espaço para elaborações do leitor, e se interessava pelo debate em torno da função da arte como crítica social, assumindo um caráter de denúncia da desumanização da vida, do capitalismo, da exploração do proletariado, do crescimento urbano desenfreado e da industrialização. Segundo disse Godoy, a Práxis lhe abriu um novo caminho e permaneceu como uma importante influência em seus trabalhos subsequentes: "o livro como um projeto inteiro, nunca um ajuntamento de poemas; uma estrutura ou uma construção programada; a busca de uma linguagem pessoal, sóbria, objetiva e objetivada, vinculada a um compromisso".
Iniciou sua formação acadêmica no Instituto de Artes da Universidade Federal de Goiás (UFG). Graduou-se em Letras pela Universidade Católica de Goiás (UCG), mestre em Letras Modernas e em Teoria da Literatura pela Universidade de Tulsa, Estados Unidos, e doutor em  Estudos Linguísticos e Literários em Inglês pela Universidade de São Paulo.
Foi professor titular de Literatura Inglesa na Faculdade de Letras da UFG, dando aulas no Mestrado, e professor adjunto de Teoria da Literatura e Literaturas de Língua Portuguesa na Universidade Católica de Goiás. Aposentou-se na docência em 2015. Foi membro da Curadoria do Museu de Arte de Goiânia.

## Obra

### Literatura
Segundo Gill, Silva & Silva, "a poesia de Heleno Godoy é marcada por uma tentativa de apagamento dos elementos pessoais, remetendo a uma tradição poética na qual se inserem poetas como Marianne Moore e João Cabral de Melo Neto. [...] Herdeiro de uma tradição literária moderna, Heleno Godoy serve-se da ironia na perspectiva que ela assume a partir do Romantismo, isto é, crítica, questionadora dos valores vigentes. [...] Em diálogo com essa tradição moderna, percebe-se na mesma situação do artista romântico em relação à sociedade: à margem, é um pária social. Diante desse desajuste com o mundo, ele toma consciência de seu lugar social e lança seu olhar crítico para esse contexto e problematiza a situação da arte e do artista".
Segundo Raphaela Procópio, Godoy é "autor de suma importância para a produção literária nacional e, especificamente, de Goiás". A pesquisadora considera três obras essenciais para o entendimento da sua produção poética: Os veículos (1968), influenciado pela Práxis; A casa (1992), onde segue a tradição de João Cabral de evitar menções explícitas à subjetividade, trabalhando sobre o mundo dos objetos, e Lugar comum e outros poemas (2005), onde ele se desvia do seu habitual para incluir memórias e material biográfico nos poemas, mas sem excessos sentimentais. O material de Lugar comum foi colhido durante seus estudos nos Estados Unidos, colocando-se como um observador do cotidiano e questionando os estereótipos culturais que cercam aquele país.
Seu único romance, As lesmas (1969), segundo Procópio, foi considerado um livro de vanguarda ao ser lançado e foi bem recebido por diversos críticos, entre eles Bernardo Élis, Milton Cabral Viana, Mário Chamie, Afrânio Coutinho, Carlos Fernando Magalhães, Albertina Vicentini e Nelly Novaes Coelho, contribuindo para projetar a literatura goiana no cenário da narrativa contemporânea. Procópio estudou a obra em seu doutorado e disse que, usando como pano de fundo os acontecimentos do período da ditadura militar, e tematizando os dilemas existenciais e a homossexualidade dos protagonistas naquele tempo de repressão, censura e silenciamento, Godoy constrói também uma narrativa que questiona o próprio fazer literário contemporâneo. Concluiu dizendo que ela escapa à estruturação tradicional do romance, "antecipa muitas técnicas que, posteriormente, foram empregadas intensamente na narrativa brasileira pós 64", e "como um escritor pós-moderno, mostra em seu texto que a verdade é um horizonte de possibilidades que são construídas pelo escritor e pelo leitor, ou seja, o texto aparentemente difuso tem lacunas que precisam ser preenchidas pelo leitor, que vai 'montando o quebra-cabeça' e estabelecendo conexões entre as partes. Diante disso, afirmamos que As lesmas é o primeiro romance, em Goiás, que propõe uma renovação a partir de seus aspectos estéticos pós-modernos, de modo que nos desconcerta e espanta diante do novo".
Para Nelly Coelho, "revisitado hoje (2012), há distância de quase quarenta anos de sua escrita, esse romance confirma-se entre as primeiras manifestações, entre nós, do experimentalismo formal então em processo de invenção do Novo Romance. A nova e labiríntica concepção da realidade engendrava uma nova forma de romance. Ao mundo definitivamente fragmentado, dos anos pós tudo (e que se prolonga neste limiar do século XXI) – mundo definitivamente amputado de sua antiga lógica –, vai corresponder à invenção de novas e insólitas formas narrativas, cujo fator comum é a fragmentação, a ausência de uma lógica ordenadora. Sintonizado com essa
nova visão de mundo, Heleno Godoy faz de As lesmas um campo de experimentação formal".
Participou de várias antologias, colabora com revistas acadêmicas e suplementos literários. Traduziu poetas e ficcionistas de
língua inglesa, sobretudo escritores irlandeses e obras sobre literatura e cinema. Outras publicações suas são:
- Relações (1981, contos)
- Fábula fingida (1985, poesia)
- Trímeros (1993, poesia)
- O amante de Londres (1996, contos)
- A feia da tarde e outros contos (1999, contos)
- A ordem da inscrição (2004, poesia)
- Leituras de ficção e outras leituras (2011, ensaios)
- Leituras de poesia e outras leituras (2012, ensaios)
- Ensaios sobre teatro – por um estudo teórico do texto dramático (2016, ensaios)

### Artes
Como artista plástico fez várias exposições, destacando-se:
- XI Bienal de São Paulo, 1971
- Artistas Brasileiros, coletiva de inauguração da Galeria de Arte Vila Boa de Goiânia, 1971
- I Bienal de Artes Plásticas de Goiás, 1973
- VII Salão de Arte Contemporânea de Campinas, 1973
- Brazilian Artists, Salome Gallery de New Orleans, 1976
- IX Salão de Arte Contemporânea de Santo André, 1976
- Coletiva de Artistas Goianos, Museu de Arte e Cultura Popular da Universidade Federal de Mato Grosso

## Distinções
- Prêmio Bolsa de Publicações Hugo de Carvalho Ramos pelo livro Relações.[4]
- Prêmio Bolsa de Publicações José Décio Filho pelo livro Fábula fingida.[4]
- Prêmio Caliandra pelo livro O amante de Londres.[4]
- Prêmio Coleção Vertentes pelo livro A ordem da inscrição.[4]
- Recebeu o título de professor de Notório Saber da UCG.[5]
- Prêmio de Gravura (ex aequo) na I Bienal de Artes Plásticas de Goiás.[5]
- Quarto Prêmio (viagem à Argentina) no I Salão Global da Primavera, Brasília.[5]